# 2008 콘스티투치야
2008 콘스티투치야(2008 Konstitutsiya, 임시 명칭: 1973 SV4)는 소행성대 외부 영역에 있는 탄소질 소행성으로 직경이 약 50km이다. 1973년 9월 27일 소련의 천문학자 류드밀라 체르니크(Lyudmila Chernykh)가 크림 반도 나우치니(Nauchnyj)에 있는 크림 천체물리 관측소에서 발견했다. 소행성은 1977년 소련 헌법의 이름을 따서 명명되었다.

## 분류 및 궤도
콘스티투치야는 5년 9개월(2,105일)에 한 번씩 2.9~3.5 AU 거리로 외부 주대에서 태양을 공전한다. 궤도의 이심률은 0.10이고 황도에 대한 경사각은 21°이다. 1938년 9월, 이 소행성은 핀란드의 투르쿠 천문대에서 1938 SV로 처음 확인되었으며, 나우치니에서 공식적으로 발견된 관측 이전에 소행성의 관측 범위를 35년 연장했다.